# スケートをする人々
『スケートをする人々』（スケートをするひとびと、フランス語: Les Patineurs、ドイツ語: Der Schlittschuhläufer）作品183は、エミール・ワルトトイフェルが作曲したワルツ。

## 楽曲解説
『スケーターズ・ワルツ』という通称でも知られる。ワルツ『女学生』（作品191）に並ぶ、作曲者の代表作である。トスカニーニとカラヤンが好んで取り上げた曲でもある。メロディーが「ミ・コントラ・ファ(三全音)」を形成するにも関わらず、多くの人に親しまれてきたワルツである。

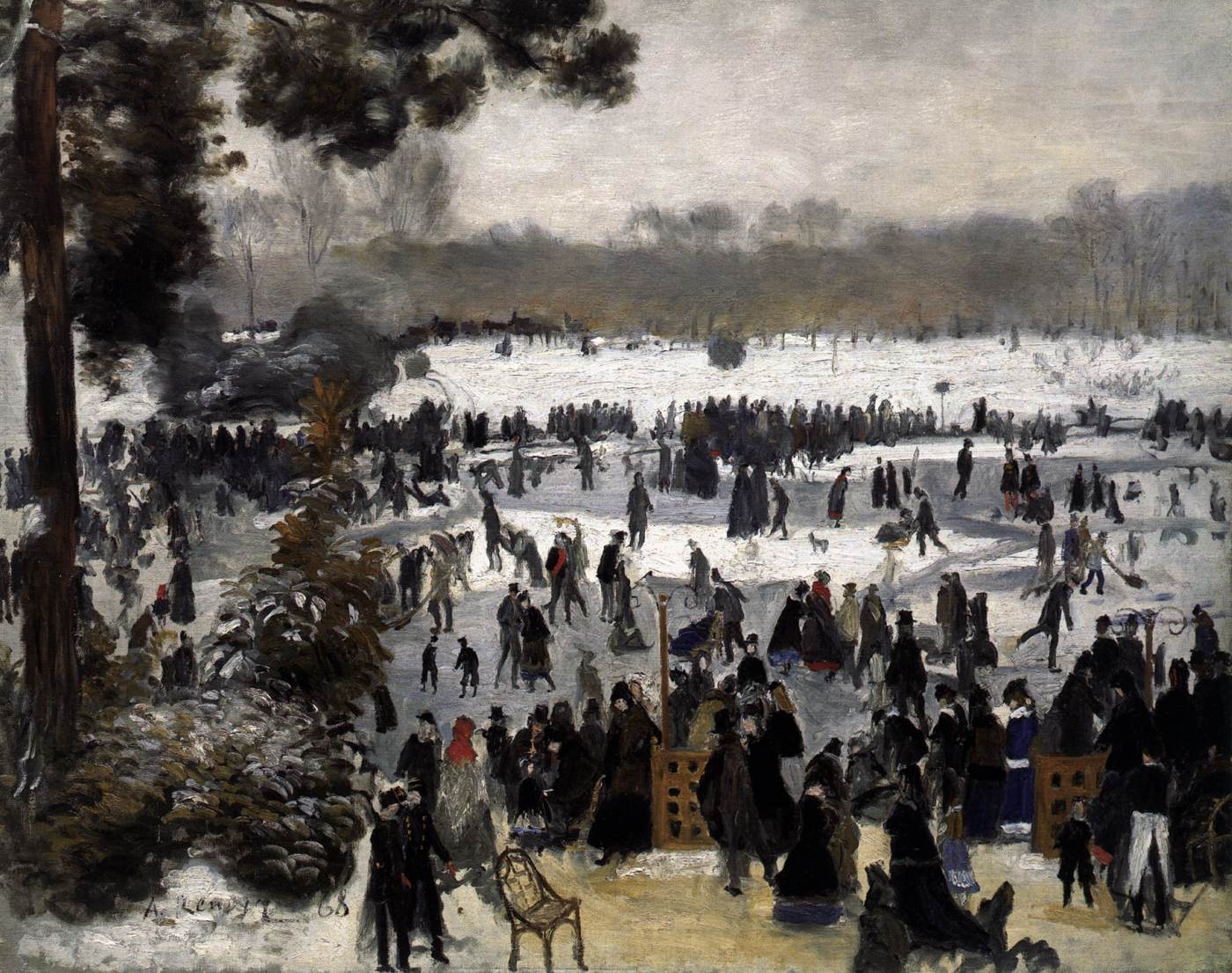
「ブローニュの森」のスケート場（ルノワール画、1868年）

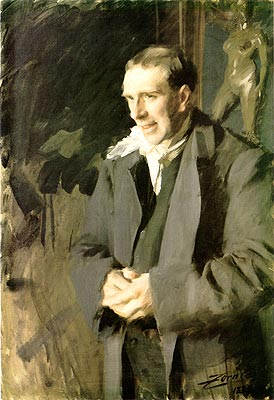
エルネスト・コケリン

パリの森林公園「ブローニュの森」にあったスケート場に着想を得て1882年に作曲され、俳優のエルネスト・コケリンに献呈された。無声映画の時代には、劇場の伴奏として使われていた。

## 構成
演奏時間は約8分半。序奏、4つの小ワルツ、後奏からなる。

### 序奏
冒頭部

### 第1ワルツ
Aパート
ホルンのゆったりした旋律が続き、これが序奏となって第1ワルツが始まる。この第1ワルツの主題が全曲の中心となる。

### 第2ワルツ
Aパート

### 第3ワルツ
Aパート

### 第4ワルツ
Aパート

### 後奏
Aパート
力と速度を加えて活気ある展開をしたのち、第4ワルツの最初の部分が再び現れ、ここに短いカデンツァが入る。これを境にコーダに入り、第1ワルツがまた現れて全楽器パートがクライマックスに達して終わる。

## その他
青木爽が作詞、末吉保雄が編曲をそれぞれ手掛けて合唱曲にアレンジし、1964年2月にNHKの『みんなのうた』で放送された。歌は東京放送児童合唱団。NHK出版から発売されている楽譜集には、第2巻に掲載されている。 長らく再放送されていなかったが、『みんなのうた発掘プロジェクト』により発掘、2018年12月-2019年1月のラジオのみ54年ぶりの再放送となった。
ウィーン・フィルハーモニー管弦楽団によるニューイヤーコンサートにも、2017年にグスターボ・ドゥダメルの指揮で登場している。ワルトトイフェルの作品は2016年に初登場しているが、これはシャブリエの狂詩曲『スペイン』に基づくワルツであった。
ゲームのBGMにも採用されたことがある。